# 索里
索里（義大利語：Sori），是意大利热那亚省的一个市镇。总面积13.14平方公里，人口4286人，人口密度326.2人/平方公里（2009年）。ISTAT代码为010060。